# Albert Donker
Pour les articles homonymes, voir Donker.
Albert Donker dit Ab Donker, né le 16 avril 1930 à Amsterdam, est un coureur cycliste néerlandais, professionnel entre 1953 et 1967.

## Palmarès
- 1951
  - 2e du Tour du Limbourg
- 1952
  - Tour du Benelux
  - Tour de Drenthe
- 1953
  - 3e du Tour de l'Ijsselmeer
- 1957
  - Tour des Flandres B

## Résultats sur les grands tours

### Tour d'Italie
- 1957 : 56e